# Pishuinco
Pishuinco är en ort i Chile.   Den ligger i provinsen Provincia de Valdivia och regionen Región de Los Ríos, i den södra delen av landet, 700 km söder om huvudstaden Santiago de Chile. Pishuinco ligger 9 meter över havet och antalet invånare är 228.
Terrängen runt Pishuinco är kuperad åt sydväst, men åt nordost är den platt. Pishuinco ligger nere i en dal. Runt Pishuinco är det glesbefolkat, med 10 invånare per kvadratkilometer.. Närmaste större samhälle är Valdivia, 16,2 km väster om Pishuinco.
I omgivningarna runt Pishuinco växer i huvudsak blandskog.